# Mesotheriidae
Mesotheriidae — вимерла родина непарнопалих ссавців, відома з еоцену до плейстоцену Південної Америки. Мезотеріїди були малими та середніми травоїдними ссавцями, пристосованими до риття.

## Характеристики
Мезотеріїди були малими та середніми нотоунгулятами; більші форми були розміром приблизно з вівцю. Крім того, родина характеризується спеціалізаціями зубів і скелетом. У зубному ряду всі мезотерії мають постійно зростаючі різці з емаллю, обмеженою передньою поверхнею, цей стан називається глиріформним, оскільки він також зустрічається у мишоподібних і зайцеподібних гризунів. Щічні зуби (премоляри та моляри) мезотериїдів мають високу коронку (гіпсодонт), а у розвинутих представників родини щічні зуби також постійно ростуть. Скелети мезотериїдів мають велику будову і демонструють особливості, пов'язані з копанням у живих ссавців. Зокрема, фоссорні характеристики мезотеріїдів включають глибокі тріщинисті кігті, наявність сесамоподібної кістки в ліктьовому суглобі та посилення тазового пояса шляхом додавання хребців до крижової кістки та злиття крижової кістки та безіменного.

## Поведінка
Біомеханічне дослідження скелета трьох родів мезотеріїд (Trachytherus, Plesiotypotherium, Mesotherium), що охоплюють часовий діапазон родини, вказує на те, що більшість або всі мезотеріїди були пристосовані до риття. Мезотеріїди, ймовірно, копали коріння та бульби, і за своїм раціоном і поведінкою вони були найбільш схожі на живих вомбатів, хоча жодна група живих тварин не є ідеально аналогічною.

## Географічне та часове поширення
Як і майже всі інші нотоунгуляти, мезотерії відомі лише з кайнозою Південної Америки. На відміну від деяких інших родин, скам’янілості мезотеріїд не зустрічаються на всьому континенті. Натомість мезотеріїди найбільш численні та різноманітні у фауні середніх широт Болівії та Чилі, особливо Альтіплано. Скам'янілості мезотеріїдів зрідка зустрічаються у високих широтах патагонських фаун і повністю відсутні в тропічних фаунах на півночі Південної Америки.
Найдавніший потенційний запис про мезотеріїд — ?Trachytherus mendocensis з пізнього еоцену або раннього олігоцену у формації Дівісадеро-Ларго в провінції Мендоса, Аргентина, але було припущено, що цей зразок насправді може походити з раннього міоцену гірські породи, що перекривають формацію Дівісадеро Ларго. Найдавніші достовірні відомості про родину належать до пізнього олігоцену, коли родина представлена родом Trachytherus з Аргентини та Болівії. Родина досягла найбільшої різноманітності в міоцені, а мезотеріїди збереглися до середнього плейстоцену у формі типового роду Mesotherium. Mesotheriidae була однією з трьох родин нотоунгулят, які збереглися в четвертинному періоді, іншими були Hegetotheriidae і Toxodontidae.